# 수미주
수미주(우크라이나어: Сумська область)는 우크라이나 북동부에 위치한 주로 주도는 수미이며 면적은 23,834km2, 인구는 1,221,368명(2006년 기준)이다.
북동쪽으로는 러시아 브랸스크주, 동쪽으로는 러시아 쿠르스크주, 남서쪽으로는 폴타바주, 남쪽으로는 하르키우주, 서쪽으로는 체르니히우주와 접한다.